# Nebojša Kula

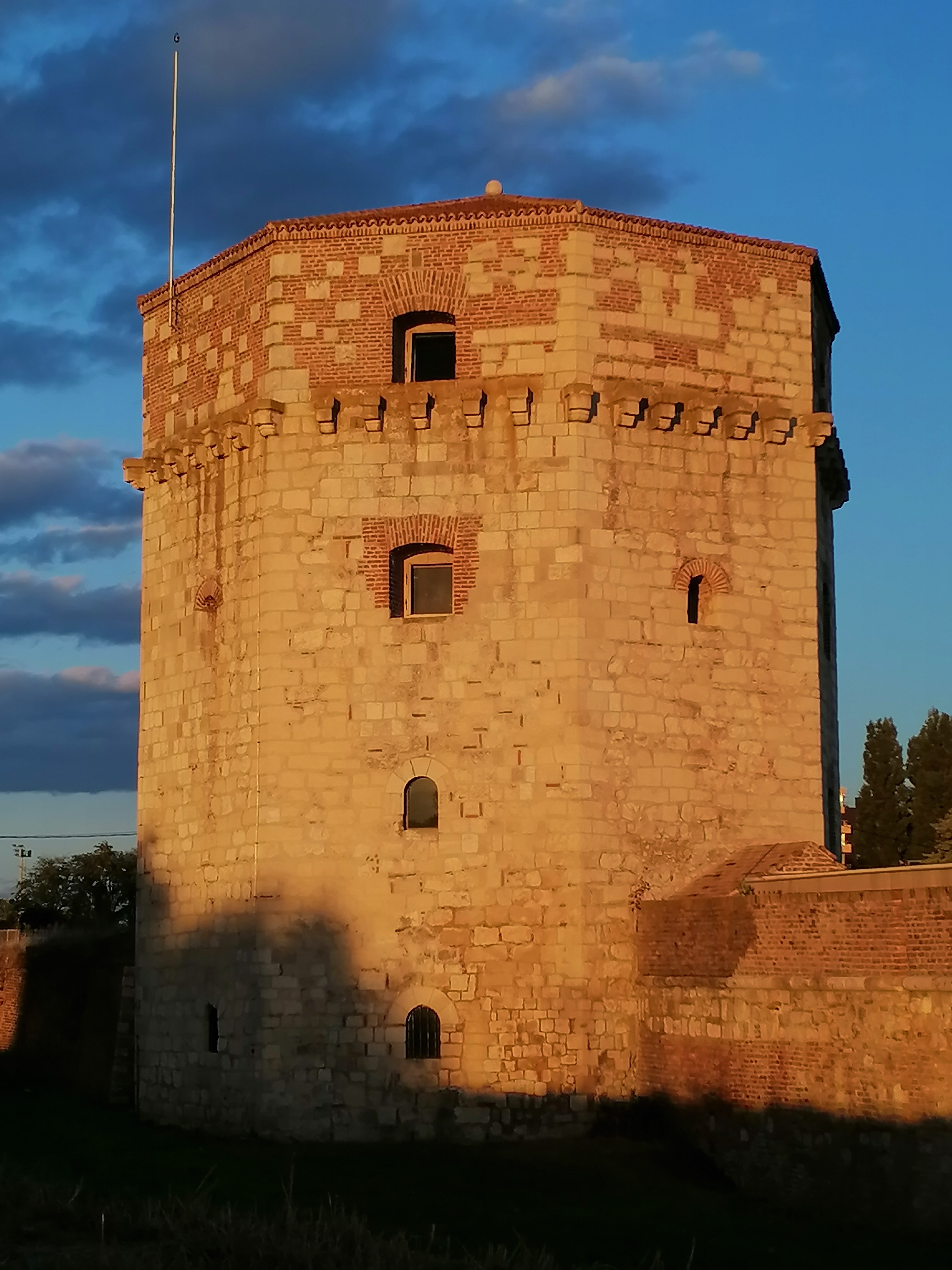
Nebojša-Turm

Der Nebojša-Turm (serbisch: Nebojša Kula) ist eine der bekanntesten Befestigungstürme der Belgrader Festung Kalemegdan. Er befindet sich in der unteren Stadt am Eingang des ehemaligen Donauhafens. Im Nebojša-Turm starb während der osmanischen Herrschaft der griechische Freiheitskämpfer Rigas Velestinlis.

## Name und Legende
Der Turm trägt seinen Namen Fürchte Nichts nach dem serbischen Vornamen Nebojša. Nach der Legende war der ursprüngliche Nebojša Kula während des serbischen Despotats unter Stefan Lazarević der Donjon im Schloss der Oberstadt, der nach dem Vorbild des Donjons im Kloster Manasija errichtet war. Die Legende berichtet weiter, dass der Turm, als die Türken während einer Belagerung fast die ganze Festung eingenommen hatten, sich in die Luft erhob und in die Unterstadt zu seinem heutigen Platz flog, wo er bis heute von seiner Unbeugsamkeit und Uneinnehmbarkeit zeugt.

Nebojša Kula

Die ersten Namen des Turmes waren Weißer Turm bzw. Temeschwarer Turm. Erst im 17. Jahrhundert bekam er seinen heutigen Namen. Damals flog die Oberstadt mit dem Schloss zwischen dem Deferarever Tor und der heutigen Siegesstatue durch eine Schwarzpulver-Explosion in die Luft, wobei auch der ehemalige Donjon, der ursprüngliche Nebojša-Turm, zerstört wurde. Danach wechselte der Name auf den Turm am Donauhafen.

## Gebäude
Der Nebojša-Turm ist ein achteckiges Gebäude mit mächtigen Mauern. Er besitzt vier Stockwerke (fünf Etagen) und hat eine Gesamthöhe von 22 m. Auf jedem Stockwerk ist auf jeder Seite des Achtecks eine Öffnung für eine Kanone. Damit konnte der Turm nach jeder Seite verteidigt werden. Einstmals war auch das oberste Geschoss durch Zinnen als Verteidigungsplattform gedacht. Im 18. Jahrhundert, während der großen Restaurierung der durch die Türken-Kriege zum Ende des 17. Jahrhunderts/Anfang des 18. Jahrhunderts stark in Mitleidenschaft gezogenen mittelalterlichen nur für Blankwaffen konzipierten Festung, überdachten die Österreicher das obsolete oberste Stockwerk, wie es sich auch bis heute erhalten hat. Der Turm ist in seiner Form typisch für Verteidigungswerke des 15. Jahrhunderts.

## Geschichte
Der Nebojša-Turm wurde um 1460 von den Magyaren errichtet. Die Eroberung der Festung Belgrad 1521 durch die Türken erfolgte erst, nachdem sie den Nebojša-Turm durch Artilleriebeschuss ausschalten konnten. Neben dem Mlinarica-Turm war der Nebojša-Turm das stärkste Bollwerk der Unterstadt und daher auch bei jeder Belagerung ein Hauptziel des Artilleriebeschusses. Er musste mehrmals wiederaufgebaut werden. 

Erinnerungstafel des Freiheitskämpfers Rigas Velestinlis

### Der Nebojša-Turm als Gefängnis
Nachdem der Donauhafen an Bedeutung verloren hatte und insbesondere nach Zuschüttung des Donau-Wasserarms, wurde der Nebojša-Turm der bekannteste Folterplatz und das bedeutendste Gefängnis der Belgrader Festung. Daher ist der Nebojša-Turm bis heute ein Denkmal der dunklen Epochen der Geschichte Belgrads.
Der bedeutendste Häftling, der griechische Freiheitskämpfer Rigas Velestinlis, wurde hier am 24. Juni 1798 hingerichtet. Daneben starb hier auch der Metropolit Methodius 1800, der von Hadi Mustafa Pascha verurteilt wurde.

## Der Nebojša-Turm heute
Der Turm wurde 1964 restauriert. Eine erneute Restaurierung hauptsächlich mit Mitteln der griechischen Regierung fand zwischen 2009 und 2011 statt. Am 29. April 2011 wurde das Bauwerk durch den griechischen Staatspräsidenten Karolos Papoulias und seinen serbischen Amtskollegen Boris Tadić eingeweiht. Er beherbergt nunmehr ein Museum zum griechischen und serbischen Freiheitskampf gegen die Osmanen sowie zum Leben und Werk von Rigas Velestinlis.